# Karabin MAS 36
MAS 36 – francuski karabin powtarzalny wprowadzony do uzbrojenia w połowie lat trzydziestych XX wieku. 

## Historia konstrukcji
W czasie I wojny światowej armia francuska używała karabinów Lebel i Berthier kalibru 8 × 50 mm R. Wady tej amunicji (stożkowy kształt, wystająca kryza) sprawiły, że postanowiono opracować nową amunicję karabinową. Po kilku latach do eksploatacji wprowadzono nowy nabój 7,5 × 58 mm Mle 1924C i eksperymentalna wersję karabinu Lebela oznaczoną jako Mle 1886/93 M27. Nowa amunicja miała dobre parametry balistyczne, ale jedną poważną wadę. Jego wymiary zewnętrzne były na tyle zbliżone do niemieckiego naboju 7,92 × 57 mm Mauser, że możliwe było omyłkowe załadowanie i odpalenie naboju niemieckiego. Ponieważ kaliber pocisku niemieckiego był większy, zagważdżał on lufę, a wzrastające ciśnienie gazów prochowych niszczyło broń. Dlatego nabój przeprojektowano (największą zmianą było skrócenie łuski) i ponownie wprowadzono jako 7,5 × 54 mm Mle 1929C.
Po obiecujących doświadczeniach z karabinem RSC w czasie Wielkiej Wojny planowano, że nowym nabojem miał strzelać nowy karabin samopowtarzalny, ale problemy z testowanymi prototypami spowodował, że postanowiono opracować także karabin powtarzalny. Jako rozwiązanie przejściowe przyjęto do uzbrojenia karabin Berthier Mle 1907/15 M34, a rozwiązaniem docelowym miał być nowy karabin powtarzalny projektowany w firmie MAS z Saint-Étienne (odrzucone zostały projekty firm MAT z Tulle i MAC z Chatelleraut).
Pierwszy prototyp powstał w 1932 roku (Mle 1932A), ale prace nad jego dopracowaniem trwały do 1936 roku, kiedy karabin został przyjęty do uzbrojenia jako MAS Modéle 36 (najczęściej używana jest nazwa skrócona MAS 36). Pomimo przyjęcia do uzbrojenia karabin nadal nie był gotowy do produkcji. Doskonalenie konstrukcji zakończono w 1938 roku i 31 marca tego roku rozpoczęto produkcję (produkowano 35 karabinów na godzinę). Jednocześnie trwały prace nad karabinem samopowtarzalnym MAS 1940, który miał stać docelowym uzbrojeniem żołnierzy francuskich.
Do zawieszenia broni w czerwcu 1940 roku wyprodukowano 430 000 sztuk. Zdobyte egzemplarze Niemcy oznaczyli jako G242(f) (były używane przez jednostki tyłowe). Karabiny stały się także przepisową bronią żołnierzy francuskich pozostających pod komendą rządu Vichy. Spora liczba tych karabinów znalazła się także na terenie Wielkiej Brytanii wraz z żołnierzami ewakuowanymi z Norwegii i Francji.
Duża liczba karabinów MAS 36 trafiła w ręce aliantów po inwazji na Francuską Afrykę Północną (Operacja Torch). W zdobyte karabiny uzbrojono jednostki francuskich strzelców górskich (złożone głównie z marokańskich górali). Pod koniec wojny karabin MAS 36 był nadal używany przez jednostki francuskie, ale nowo tworzone jednostki były uzbrajane w pochodzące z Lend-Lease karabiny amerykańskie.
Po drugiej wojnie światowej produkcję karabinu MAS 36 wznowiono. W 1951 roku opracowano nową wersję MAS 36/51 wyposażoną w nasadkę do miotania granatów nasadkowych. Ostatecznie w latach pięćdziesiątych XX wieku karabiny MAS 36 zostały zastąpione przez karabiny samopowtarzalne MAS 49.

## Wersje
- Mle 1932A – pierwszy prototyp
- Mle 1936 (MAS 36) – podstawowa wersja seryjna
- Mle 1936 CR39 (MAS 36 CR39) – wersja z aluminiową kolba składaną i lufą skróconą do 450 mm.
- Mle 1936/51 (MAS 36/51) – powojenna wersja wyposażona w nasadkę przeznaczoną do miotania granatów nasadkowych. Dodatkowo karabin wyposażono w odpowiedni celownik.

## Opis konstrukcji
Karabin Mle 1936 był indywidualną bronią powtarzalną. Zamek czterotaktowy, ślizgowo-obrotowy. Ryglowanie za pomocą dwóch rygli umieszczonych w tylnej części trzonu. Zasilanie ze stałego magazynka pudełkowego o pojemności pięciu naboi. Przyrządy celownicze składały się z muszki i przeziernikowego celownika krzywiznowego (z krzywizna na ramieniu i suwakiem na podstawie). Broń była wyposażona w bagnet czworograniasty mocowany przy pomocy tulei pod lufą.